# Sega Mega Drive Ultimate Collection
 (juillet 2019).
Si vous disposez d'ouvrages ou d'articles de référence ou si vous connaissez des sites web de qualité traitant du thème abordé ici, merci de compléter l'article en donnant les références utiles à sa vérifiabilité et en les liant à la section « Notes et références ».
Sega Mega Drive Ultimate Collection, connue en tant que Sonic's Ultimate Genesis Collection en Amérique du Nord, est une compilation de jeu vidéo développée par Backbone Entertainment, et sortie en 2009 sur Xbox 360 et PlayStation 3.
La compilation regroupe 48 jeux développés pour Sega (49 en comptant les deux versions d'Altered Beast) et publiés sur arcade, Mega Drive et Master System.

## Liste des jeux

### Jeux Mega Drive
- Alex Kidd in the Enchanted Castle
- Alien Storm
- Altered Beast
- Beyond Oasis/La Légende de Thor
- Bonanza Bros.
- Columns
- Comix Zone
- Decap Attack
- Dr. Robotnik's Mean Bean Machine
- Dynamite Headdy
- Ecco the Dolphin
- Ecco : les Marées du temps
- ESWAT: Cyber Police
- Fatal Labyrinth
- Flicky
- Gain Ground
- Golden Axe
- Golden Axe II
- Golden Axe III
- Kid Chameleon
- Phantasy Star II
- Phantasy Star III: Generations of Doom
- Phantasy Star IV: The End of the Millennium
- Ristar
- Shining Force: The Legacy of Great Intention
- Shining Force II: The Ancient Seal
- Shining in the Darkness
- Shinobi III: Return of the Ninja Master
- Sonic and Knuckles
- Sonic the Hedgehog
- Sonic the Hedgehog 2
- Sonic the Hedgehog 3
- Sonic 3D: Flickies' Island/Blast
- Sonic Spinball
- Streets of Rage
- Streets of Rage 2
- Streets of Rage 3
- Super Thunder Blade
- Vectorman
- Vectorman 2

### Jeux à débloquer
- Alien Syndrome (arcade)
- Altered Beast (arcade)
- Congo Bongo (arcade) (sous le titre "Tip Top" dans certaines régions)
- Fantasy Zone (arcade)
- Golden Axe Warrior (Master System)
- Phantasy Star (Master System)
- Shinobi (arcade)
- Space Harrier (arcade)
- Zaxxon (arcade)

## À noter
Une compilation titrée Sega Mega Drive Collection est sortie en 2007 sur PlayStation 2 et PlayStation Portable, elle regroupe 27 des 48 jeux inclus dans la compilation Sega Mega Drive Ultimate Collection.